# Lasauvage
Lasauvage (Luxemburgs: Zowaasch) is een plaats in de gemeente Differdange en het kanton Esch-sur-Alzette in Luxemburg.

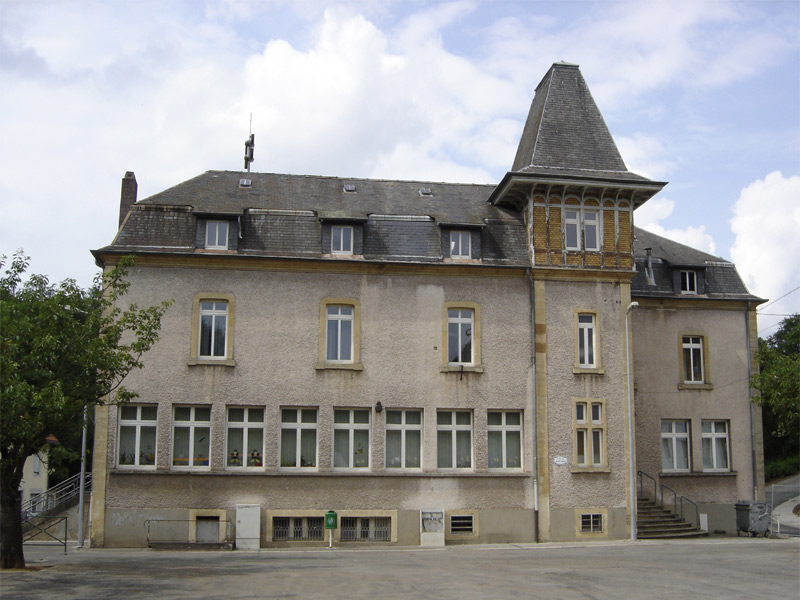
Schoolgebouw

Lasauvage telt 387 inwoners (2001).
Differdange · Lasauvage · Niederkorn · Oberkorn

Luxemburgse gemeenten · Kanton Esch-sur-Alzette · Luxemburg